# Wilhelm Friedrich Balmer
Wilhelm Friedrich Balmer (* 5. März 1872 in Lausen; † 1. November 1943 in Liestal) war ein Schweizer Zeichner, Illustrator, Zeichenlehrer, Maler und Keramiker.

## Leben und Werk
Wilhelm Friedrich Balmers Eltern waren Wilhelm Balmer und Emilia, geborene Häring (1840–1899). Sein Cousin war Paul Friedrich Wilhelm Balmer.
Balmer besuchte die Zeichen- und Modellierschule in Basel und wurde von Albert Wagen (1862–1945) und Fritz Schider unterrichtet. Anschliessend studierte er an der École des Arts industriels, heute Haute École d’art et de design Genève, in Genf ornamentale und figürliche Plastik bei Jean-Jules Salmson (1822–1902) und Keramik bei Joseph Mittey (1853–1936). Studienreisen führten Balmer nach Stuttgart und München.
Als sein Vater aus gesundheitlichen Gründen das Unterrichtspensum an den vier Bezirksschulen im Kanton Baselland reduzieren musste, übernahm Balmer ab 1894 den Lehrauftrag an entfernteren Schulen in Waldenburg und Therwil, um ab März 1895 auch an den anderen zwei Bezirksschulen in Liestal und Böckten zu unterrichten. 1897 wurde Balmer definitiv zum Zeichenlehrer gewählt und unterrichtete bis 1906 zusätzlich an den gewerblichen Fortbildungsschulen von Gelterkinden, Sissach, Waldenburg und Liestal.
Balmer verfasste die zwei Lehrmittel: Vorlagen zum Zeichenunterricht an Primar- und Mittelschulen sowie Anleitung zum Pinselzeichnen. Er bevorzugte das Malen im Freien. Seine Motive waren Landschaften aus dem Oberbaselbiet, verschiedene Ortsansichten und im Atelier gemalte Blumenbilder, die er vorwiegend in Wasser- und Gouachefarben malte.
Balmer unterrichtete als Zeichenlehrer bis zu seiner Pension 1937 und widmete sich fortan der Keramikkunst. So beschäftigte er sich mit der Rekonstruktion historischer Gefässe, indem er im Auftrag des damaligen Leiters des Kantonsmuseums, Walter Schmassmann (1890–1971), die Scherben zusammenfügte, die bei archäologischen Grabungen gefunden wurden.
Zudem arbeitete Balmer sowohl an der Töpferscheibe als auch frei modellierend und schuf u. a. Vasen und Gefässe, vor allem aber Tiere und einige Frauenakte. Die in jungen Jahren unternommenen Studienreisen nach Paris, Frankfurt am Main, Darmstadt, München und Dresden galten insbesondere den Kunstgewerbeausstellungen.
Balmer gehörte zum vergleichsweise kleinen Künstlerkreis der europäischen «Kunstgewerbe-Bewegung», die ihr Kunsthandwerk gegen die industrielle Massenproduktion setzte. So veröffentlichte er 1920 in der Zeitschrift Die Garbe einen Aufsatz, in dem er auf die Leistung zeitgenössischer Keramiker in der Schweiz hinwies.
Balmer heiratete 1899 Clara, geborene Seiler (1873–1953). 1904 zogen sie gemeinsam mit ihrer Tochter Dora (* 1901) und Balmers Vater nach Liestal in das von Wilhelm Brodtbeck erbaute Haus an der Gartenstrasse 6.
1945 wurden die Werke von Vater und Sohn zusammen mit denen des Architekten Adolf Müller-Senglet in einer Gedächtnisausstellung gezeigt, zu der Historiker Hermann Spiess-Schaad (1912–1986) angeregt hatte.